# Loxobates kapuri
Loxobates kapuri là một loài nhện trong họ Thomisidae.
Loài này thuộc chi Loxobates. Loxobates kapuri được Benoy Krishna Tikader miêu tả năm 1980.